# Ace of Diamond
Ace of Diamond (яп. ダイヤの, Daiya no Ēsu, також відома як Diamond's Ace) — японська серія сьонен бейсбольної манґи написана і ілюстрована Терадзімою Юдзі. Вона була серіалізована в журналі Kodansha Weekly Shonen Magazine з травня 2006 до січня 2015. Адаптація аніме-серіалу тривала з жовтня 2013 по березень 2016 року. У 2008, Ace of Diamond отримав премію манґи Shogakukan в категорії сьонен. У 2010 манґа виграла премію манґи Коданся за найкращу манґу жанру сьонен.

## Сюжет
Ця серія про Ейджуна Савамура, пітчера-лівші з незвичним стилем кидка. Савамура планує піти зі своїми друзями в місцеву середню школу і пограти в бейсбол. Однак один скаут з престижного Сейду Верховного підходить до нього і пропонує йому стипендію та шанс потрапити до збірної своєї країни. Савамура вирішує відвідати школу, і це змінює весь його погляд на майбутнє. Перший сезон розгортається навколо Сейди та їх основними суперниками, коли вони намагаються допомогти вищим класам пройти до збірної під час літнього турніру. Після закінчення літнього турніру вищі класи будуть змушені піти на пенсію, але наскільки далеко Савамура може піти щоб допомогти їм, коли в даний час він не має жодного права на голос?
Другий сезон продовжує розгортатися навколо Савамури, Фуруя, Харуїчі та Міюкі, коли вони ведуть нову команду разом з кількома особами, що повертаються, впродовж осіннього турніру. Їх надмірно амбітна мета — звернутися до громадян під час осіннього турніру та переконати тренера Катаоку, що йому не потрібно подавати у відставку.

## Медіа

### Манґа
Ace of Diamond написана і ілюстрована Юдзієм Терадзіма. Вона була серіалізована в журналі Kodansha Weekly Shōnen Magazine з травня 2006 до січня 2015. Коданша зібрав розділи в сорок сім томів танкобону, опублікованих з 15 вересня 2006 року по 17 серпня 2015 року. Kodansha USA видала ліцензію на серію для цифрового випуску англійською мовою під назвою Ace of the Diamond і видає томи з 7 березня 2017.

### Аніме
Адаптація аніме-серіалу відбулося за допомогою компаній Madhouse і Production I.G, і почав виходити в ефір 6 жовтня 2013 року, на станціях TX Network і пізніше на AT-X. Епізоди одночасно транслювались у США, Канаді, Великій Британії, Ірландії, Австралії, Новій Зеландії, Південній Африці, Данії, Фінляндії, Ісландії, Нідерландах, Норвегії, Швеції, Центральній та Південній Америці, Іспанії, Бразилії та Португалії за допомогою Crunchyroll з англійськими та німецькими субтитрами. Спочатку у серіалі планувалося 52 серії, але було продовжено та закінчено у березні 2015 року. Другий сезон почав виходити в ефір незабаром (6 квітня 2015 року) на станціях TX Network і пізніше на AT-X. Як і його попередник, епізоди одночасно транслювались у вищезазначених країнах за допомогою Crunchyroll з англійськими та німецькими субтитрами.

## Нагороди
Ace of Diamond була 25-ю найбільш продаваною манґою у 2011 році з 1711607 проданими копіями. Журнал Nikkei Entertainment опублікував список 50 найкращих творців манґи за обсягами продажів з січня 2010 року у своєму номері за вересень 2011 року; Юдзі Терадзіма, автор манґи Ace of Diamond, посів 20 місце з 2 792 000 проданими примірниками. Це була 27-ма найбільш продавана манґа в 2012 році з 1 685 194 проданими копіями. У 2013 Ace of Diamond стала 23-й найпроданішою манґою, було продано 2 010 045 примірників.. Станом на березень 2015 року перших 45 томів серії було продано понад 22 мільйони примірників. Станом на листопад 2015 року, манґа має 25 мільйонів примірників.
У 2008 році Ace of Diamond отримав премію манґи Shogakukan за манґу жанру сьонен. У 2010, виграла премію манґи Коданся за найкращу манґу жанру сьонен.